# Fahree
Fəxri İsmayılov, művésznevén Fahree (Baku, 1995. április 10. –) azeri énekes és zeneszerző. Ő képviselte İlkin Dövlətovval közösen Azerbajdzsánt a 2024-es Eurovíziós Dalfesztiválon, Malmőben, az Özünlə apar című dalukkal.

## Magánélete
Fahree 1995-ben született Bakuban. Művész családban nőtt fel, édesapja jazzdobos, nagyapja pedig színész volt. Jogi alap- és mesterdiplomával rendelkezik. A Covid19-pandémia alatt a zenének szentelte minden szabadidejét, és megvalósította gyermekkori álmát, hogy zenész legyen.

## Pályafutása
2022-ben Fahree kiadta debütáló kislemezét, a Dance-t, majd később még két további dalt mutatott be.
2024. március 7-én az İTV bejelentette, hogy az énekes képviselheti Azerbajdzsánt az Eurovíziós Dalfesztiválon. Versenydalának a címe, melyet İlkin Dövlətovval közösen adott elő, Özünlə apar volt, és március 15-én mutatták be. A dalfesztivál május 7-én rendezett első elődöntőjében a tizennegyedik, utolsó előtti helyen végeztek, így nem jutottak tovább a döntőbe.

## Diszkográfia

### Kislemezek
- Dance (2022)
- Apardı uzaqlara (2022, Mila Milesszal közösen)
- Yollar (2023)
- Özünlə apar (2024, İlkin Dövlətovval közösen)

## Fordítás
- Ez a szócikk részben vagy egészben  a   Fahree című angol Wikipédia-szócikk fordításán alapul.  Az eredeti cikk szerkesztőit annak laptörténete sorolja fel. Ez a jelzés csupán a megfogalmazás eredetét és a szerzői jogokat jelzi, nem szolgál a cikkben szereplő információk forrásmegjelöléseként.